# America's Cup 1871
La 3ª edizione dell'America's Cup, seconda sfida in acque americane, ebbe luogo nell'ottobre 1871 a poco più di un anno dalla precedente, e si concluse con la netta vittoria delle golette Columbia e Sappho, schierate dal New York Yacht Club, sullo schooner britannico Livonia, col punteggio finale di 4-1.

## Il secondo tentativo di James Ashbury
Il magnate inglese James Lloyd Ashbury, patron della prima, infruttuosa sfida per la conquista della coppa, non si perse d'animo dopo la sconfitta e affidò immediatamente a Michael Ratsey, che aveva già progettato il Cambria, la costruzione di una nuova barca, uno schooner ispirato alle linee della goletta americana Sappho. Varata a tempo di record il 6 aprile 1871, prima di trasferirsi in America essa corse alcune regate di preparazione contro yacht inglesi, fra cui Aline, di proprietà del Principe di Galles Alberto Edoardo (poi Edoardo VII del Regno Unito), ricavandone però solo sconfitte. L'attraversamento dell'oceano, effettuato in solitario, fu assai lungo (2 settembre-1º ottobre) e turbolento, dacché l'imbarcazione dovette affrontare continue tempeste e non poté quindi esercitarsi in prove di velocità.

## Le barche
Per contrastare Livonia, capitanata da John Woods, gli americani scelsero quattro barche: gli schooner a deriva Palmer e Columbia e due schooner a chiglia, ovvero il Dauntless che aveva già regatato l'anno prima contro il Cambria e la stessa Sappho cui era ispirato il design del Livonia. Il sindacato si riservava di scegliere di volta in volta la barca ed il relativo equipaggio da opporre ai britannici.

## Le regate
Per la prima volta nella storia della competizione, Defender e Challenger si accordarono sul formato delle regate (fino ad allora, lo sfidante aveva dovuto passivamente "subire" le scelte dell'organizzatore). Si passò quindi da una regata di flotta alla regata a due, il cosiddetto match-race, che diventerà poi un tratto caratteristico di questa manifestazione.
Venne dunque fissata una serie al meglio delle sette regate, da effettuarsi su due percorsi alternati: il primo, all'interno della baia di New York, a forma triangolare, della lunghezza totale di 35,1 miglia nautiche (65 km); il secondo, in mare aperto, su un bastone della lunghezza di 20 miglia (37 km), da effettuarsi una sola volta in andata e ritorno.
| Vincitore                  | Sconfitto              | Distacco               | Distacco               |
| -------------------------- | ---------------------- | ---------------------- | ---------------------- |
| Regata 1 - 16 ottobre 1871 | Triangolo, 35.1 miglia | Effettivo              | Corretto               |
| Columbia                   | Livonia                | 25:28                  | 27:04                  |
| Regata 2 - 18 ottobre 1871 | Bastone, 40 miglia     | Bastone, 40 miglia     | Bastone, 40 miglia     |
| Columbia                   | Livonia                | 05:16                  | 10:33                  |
| Regata 3 - 19 ottobre 1871 | Triangolo, 35.1 miglia | Triangolo, 35.1 miglia | Triangolo, 35.1 miglia |
| Livonia                    | Columbia               | 19:33                  | 15:10                  |
| Regata 4 - 21 ottobre 1871 | Bastone, 40 miglia     | Bastone, 40 miglia     | Bastone, 40 miglia     |
| Sappho                     | Livonia                | 33:06                  | 30:21                  |
| Regata 5 - 23 ottobre 1871 | Triangolo, 35.1 miglia | Triangolo, 35.1 miglia | Triangolo, 35.1 miglia |
| Sappho                     | Livonia                | 26:36                  | 25:27                  |

| Sindacato                | Regata 1 | Regata 2 | Regata 3 | Regata 4 | Regata 5 | Totale |
| ------------------------ | -------- | -------- | -------- | -------- | -------- | ------ |
| New York Yacht Club      | 1        | 1        | 0        | 1        | 1        | 4      |
| Royal Harwich Yacht Club | 0        | 0        | 1        | 0        | 0        | 1      |

Il Livonia arrivò a vincere la terza regata della serie sul Columbia, cosa che in seguito non riuscì a nessun altro sfidante per quasi 50 anni; va comunque detto che in quella prova il Columbia soffrì per la stanchezza dell'equipaggio dopo le due precedenti prove e soprattutto a causa di una grave rottura al timone che privò la barca di ogni manovrabilità.
Dopo quest'altra secca sconfitta, Ashbury tornò in Inghilterra a bordo dello stesso Livonia e rinunciò a portare avanti ulteriori sfide, per cui la coppa rimase incontestata nelle mani del NYYC fino al 1876.